# 諾戈亞河

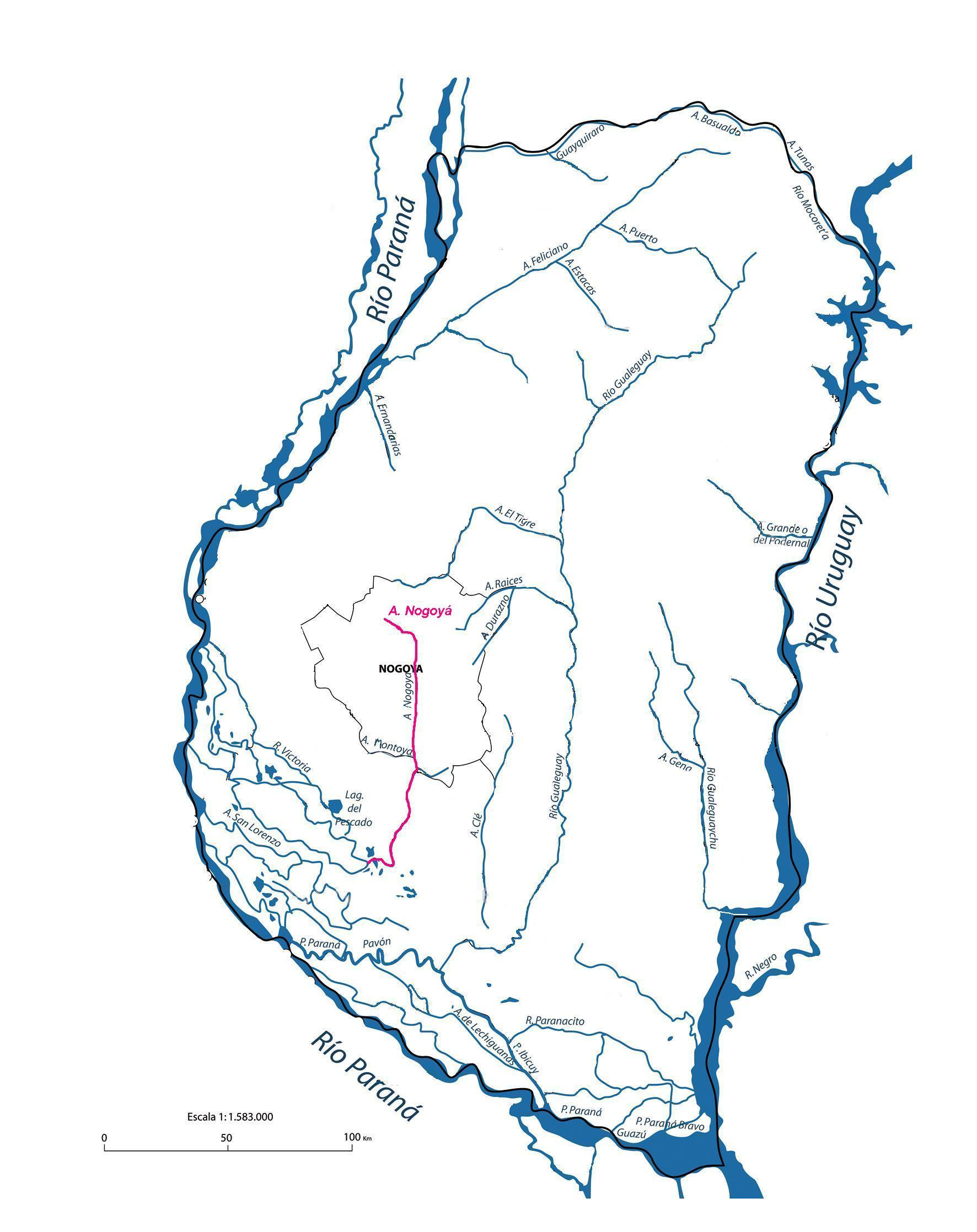
諾戈亞河位置（紅線）

諾戈亞河（西班牙語：Arroyo Nogoyá）是阿根廷的河流，位於該國東北部恩特雷里奧斯省，河道全長164公里，發源自巴拉那縣，流域面積3,885平方公里，平均流量每秒120立方米。
32°55′S 59°59′W / 32.917°S 59.983°W